# Нотрањски партизански одред
Нотрањски партизански одред је је био партизанска јединица у саставу Народноослободилачке војске и партизанских одреда Југославије током Другог светског рата у Словенији. 

## Историја
Наредбу за оснивање одреда издала је Трећа група одреда 24. априла 1942. Већ 29. априла извршена је организацијаодреда; претходни 3. батаљон „Љуба Шерцер“ постао је 1. батаљон, Јужнодолењски батаљон постаје 2. батаљон и батаљон „Милош Зиданшка“ 3. батаљон одреда. У мају и јуну формирани су четврти и пети батаљон. Због реорганизације групе одреда, Нотрањски одред је у јуну 1942. године расформиран и из њега су формирани Кримски, Кочевски и Полхограјски одред. Нотрањски одред је поново успостављен септембра 1942. године, а наређење је издато 16. септембра. Штаб и 1. батаљон (јединица Кримског одреда) основани су 6. октобра; до краја октобра 1942. формирана су још два батаљона, а Сливнички батаљон (који се састојао од чланова 19 породица које су живеле под партизанском заштитом) рачунао се као 4. батаљон. Децембра 1942, одред је почео да се распушта, а батаљони су прикључени бригадама. По трећи пут, одред је званично основан 26. децембра 1942. године и потчињен Нотрањској оперативној зони; заправо је основан 6. јануара 1943. године у Мокрецу. Расформиран је у мају 1943. године. Наредба за поново формирање одреда издата је 20. новембра 1943. године. Овај пут одред је био у саставу Седмог словеначког корпуса НОВЈ. Људство одреда дошло је из Тринаесте словеначке бригаде „Мирко Брачич“, Прве словеначке пролетерске ударне бригаде и Осме словеначке бригаде „Франц Левстик“. У саставу Прве дивизије КНОЈ одред је 9. маја 1945. умарширао у Љубљану, гдје је и коначно расформиран. Људство из одреда прераспоређено је у Прву бригаду, Друге дивизије КНОЈ.

## Команда

### Команданти одреда
- Бојан Полак - Зид (април - јун 1942)
- Евгениј Равнихар - Грегор Раковец (26. децембар 1942 - мај 1943)
- Франц Сотлар - Бавијан (20. новембар 1943 - 13. април 1944)
- Иван Фурлан - Драго (април 1944 - 19. јун 1944)
- Филип Текавец - Гашпер (јун 1944 - ?)
- Франц Авбељ – Лојко (? – 10.10.1944)
- Антон Хитејц (октобар 1944 - 28. децембар 1944)
- Јанез Маленшек - Бомба (? - јануар 1945)
- Миха Зупанчич (јануар - мај 1945)

### Политички комесари одреда
- Јанез Хрибар - Тоне Погачник (април - јун 1942)
- Стане Добовичник - Кртица (? - новембар 1942)
- Матевж Хаце (26. децембар 1942 - јануар 1944)
- Венчеслав Коленц – Венцељ (? – јануар 1944)
- Иван Галич - Јово (6.01.-3.5.1944)
- Антон Ковач - Тончек (мај - јул 1944)
- Иван Галич - Јово (јул - октобар 1944)
- Јоже Беденчич - Изток (октобар 1944 - јануар 1945)
- Хумберт Гачник - Хумби (јануар - мај 1945)

## Структура
априла 1942. године
- штаб
- 1. батаљон
- 2. батаљон
- 3. батаљон

јуна 1942. године
- штаб
- 1. батаљон
- 2. батаљон
- 3. батаљон
- 4. батаљон
- 5. батаљон

октобра 1942. године
- штаб
- 1. батаљон
- 2. батаљон
- 3. батаљон
- Сливнички батаљон

26. децембра 1942
- штаб
- 1. чета
- 2. чета

5. априла 1943
- штаб
- 1. чета
- 2. чета
- 3. чета